# Heilbronner Falken
Pour les articles homonymes, voir Heilbronner.
Les Heilbronner Falken  sont un club professionnel allemand de hockey sur glace basé à Heilbronn. Il évolue en DEL2, le second échelon allemand.

## Historique
Le club est créé en 1986 sous le nom de Heilbronner EC. En 1988, il est renommé Heilbronner Falken. En 2007, il est promu en 2. Bundesliga.

## Anciens joueurs

### Palmarès
- Vainqueur de l'Oberliga: 2007.